# Cryptoblepharus bitaeniatus
Cryptoblepharus bitaeniatus (європейський змієокий сцинк) — вид сцинкоподібних ящірок родини сцинкових (Scincidae). Ендемік острова Європа.

## Поширення і екологія
Європейські змієокі сцинки є ендеміками острова Європа, розташованого в Мозамбіцькій протоці. Вони живуть серед скель, заростей молочаю і солончаках по всьому острову.

## Збереження
МСОП класифікує стан збереження цього виду як близький до загрозливого. Cryptoblepharus bitaeniatus загрожує хижацтво з боку інтродукованих щурів та хатніх сункусів.